# Trasierra (Cantabria)
Trasierra es una localidad del municipio de Ruiloba (Cantabria, España). En el año 2008 contaba con una población de 133 habitantes (INE). La localidad se encuentra a 110 metros de altitud sobre el nivel del mar, y a 3,8 kilómetros de la capital municipal, La Iglesia.
Trasierra es un conjunto de arquitectura tradicional, ubicado en un alto, con el mar delante y las montañas de telón de fondo. De su patrimonio destaca la casa y torre solariega de Trasierra. Desde esta torre se administraba justicia en nombre de los Marqueses de Santillana, cuando dominaban este territorio. El barrio formaba parte del dominio de la Abadía de Santillana, por lo que no formó parte de la provincia de los Nueve Valles que daría lugar a la provincia de Cantabria en el siglo XVIII. Trasierra tiene una ermita dedicada a Santa Eulalia.
Desde Trasierra, siguiendo la línea de la costa, se puede hacer una ruta para llegar hasta la ermita de la Virgen de los Remedios, cerca de Liandres.
- Datos: Q6151859